# Iberia (aerolínia)

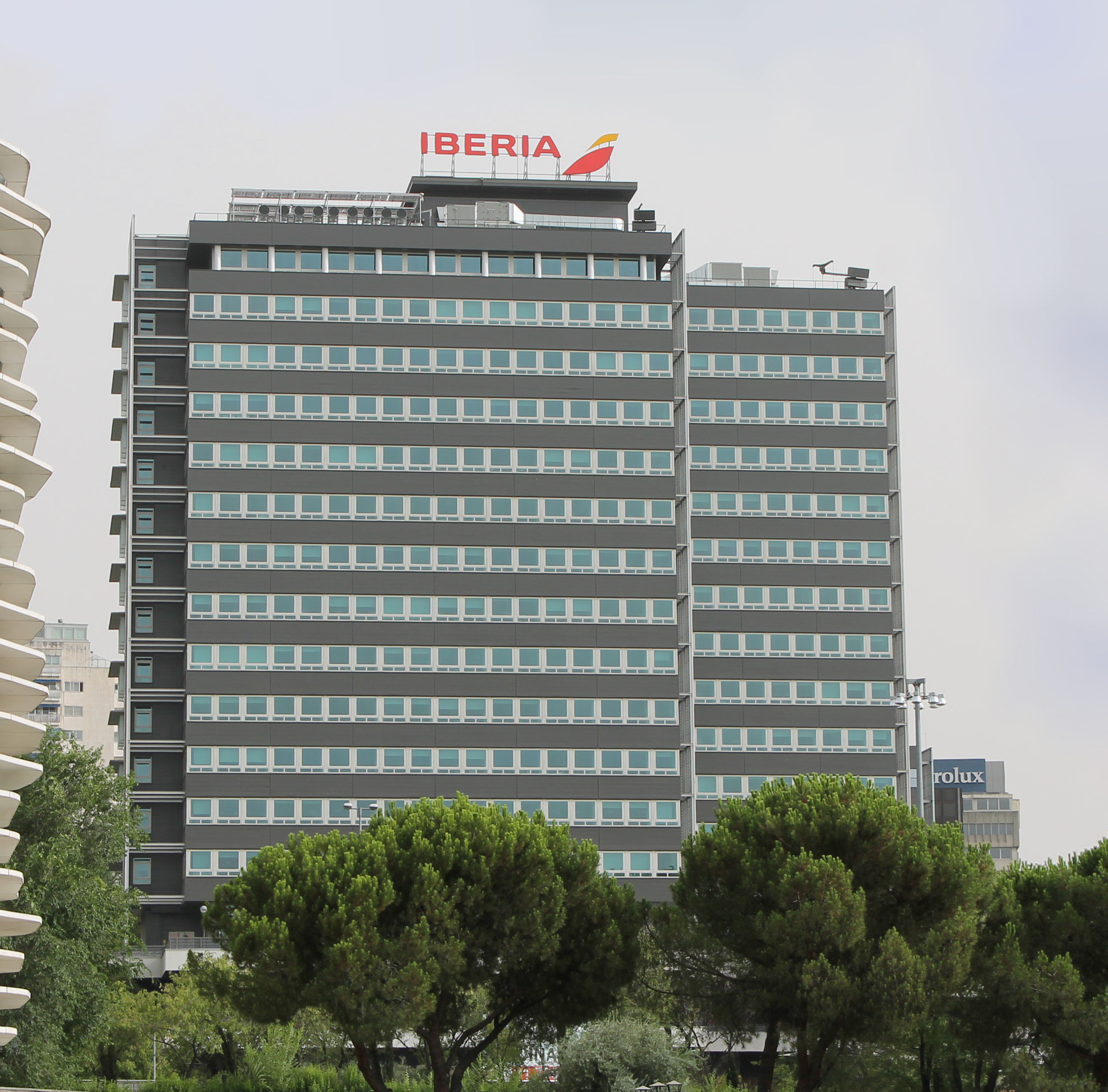
Seu d'Iberia, a Madrid.

Iberia (Iberia Líneas Aéreas de España, S.A.) (BMAD IBLA) és una companyia aèria de bandera espanyola. Fundada l'any 1927, és actualment la principal companyia aèria d'Espanya, amb seu a Madrid, on també hi té la seva principal base operativa. També disposa d'una important base a l'aeroport de Barcelona, tot i que hi ha plans per a reduir-hi la seva presència.
Iberia va cotitzar a l'IBEX35 des del 3 d'abril de 2001 fins al 24 de gener de 2011. Els seus principals accionistes van ser Caja Madrid – 10%, British Airways i American Airlines – 9,68%, BBVA – 7%, Logista – 6,49%, El Corte Inglés – 2,90%.
El nucli de les seves operacions es troba en els vols interiors (especialment el Pont Aeri), els vols entre Espanya i la resta d'Europa, i els vols transoceànics entre Europa i Amèrica Llatina. En aquests tres segments ostenta actualment el lideratge en termes de quota de mercat.

## Història

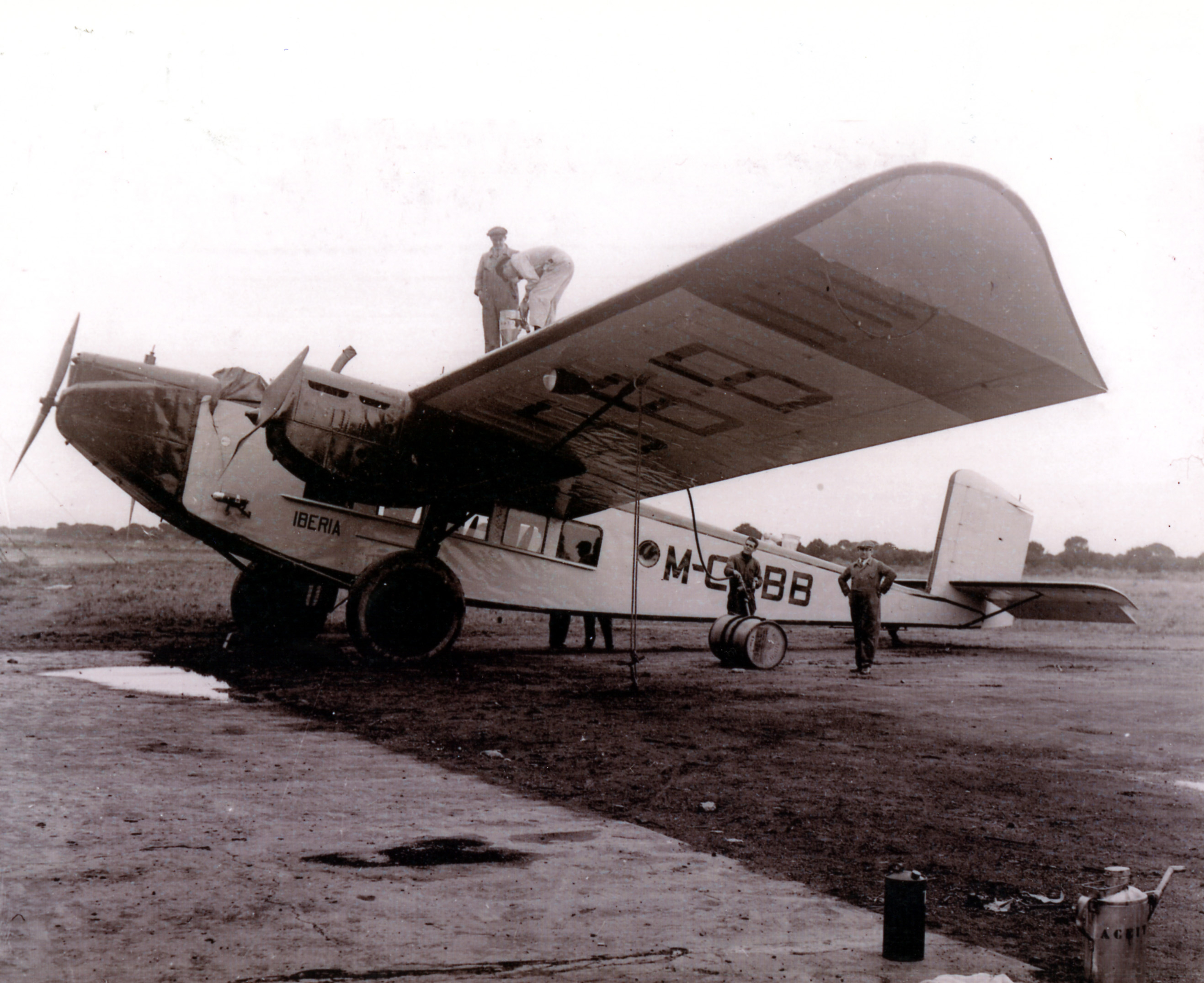
El primer avió d'Iberia, un Rohrbach R-VIII Roland, l'any 1927.

Iberia LAE fou fundada el 28 de juny de 1927 amb un capital social d'1,1 milions de pessetes. Els principals accionistes eren la companyia alemanya Lufthansa i el financer espanyol Horacio Echeberrieta. Al cap de poc temps obtingué autorització per realitzar rutes regulars entre Madrid i Barcelona. La inauguració de la ruta fou el 14 de desembre de 1927. També obtingué autorització per transportar el correu aeri entre ambdues ciutats.
La vida d'aquesta aerolínia no fou massa llarga, ja que es fusionà amb altres companyies per fundar la Compañía de Líneas Aéreas Subvencionadas S.A. (C.L.A.S.S.A.). Malgrat la fusió, el nom va ser mantingut de forma independent.
Durant la Guerra Civil el nom d'Iberia LAE fou reutilitzat al bàndol nacional per designar les operacions que prestava LAPE (Líneas Aéreas Postales Españolas), l'aerolínia existent fins llavors. Després de la guerra, Iberia va assumir la pràctica totalitat de les rutes interiors, i també algunes rutes internacionals, com la Madrid-Lisboa.
L'any 1944 es va procedir a la nacionalització de la companyia. L'any 1946 fou la primera companyia aèria a volar regularment entre Europa i Amèrica Llatina, oferint serveis entre Madrid i Buenos Aires i Montevideo. Aquests serveis es prestaven amb un Douglas DC-4.
Durant els anys cinquanta i seixanta Iberia va anar expandint les seves operacions, principalment cap a Europa i Amèrica. També va anar cobrint noves rutes internes, tot i que algunes d'aquestes eren operades per Aviaco, inicialment una companyia independent, però després incorporada a Iberia.
L'any 1974 es va posar en funcionament el Pont Aeri Madrid-Barcelona. Aquest concepte, basat a oferir altes freqüències i la no necessitat de fer reserva prèvia de vol, es popularitzà fins al punt d'esdevenir la ruta aèria mundial més utilitzada. També en aquell any es posà en marxa ServIberia, un aleshores sofisticat sistema de reserva telefònica. L'any 1977, Iberia renova la imatge corporativa, que romandrà inalterada fins avui en dia.

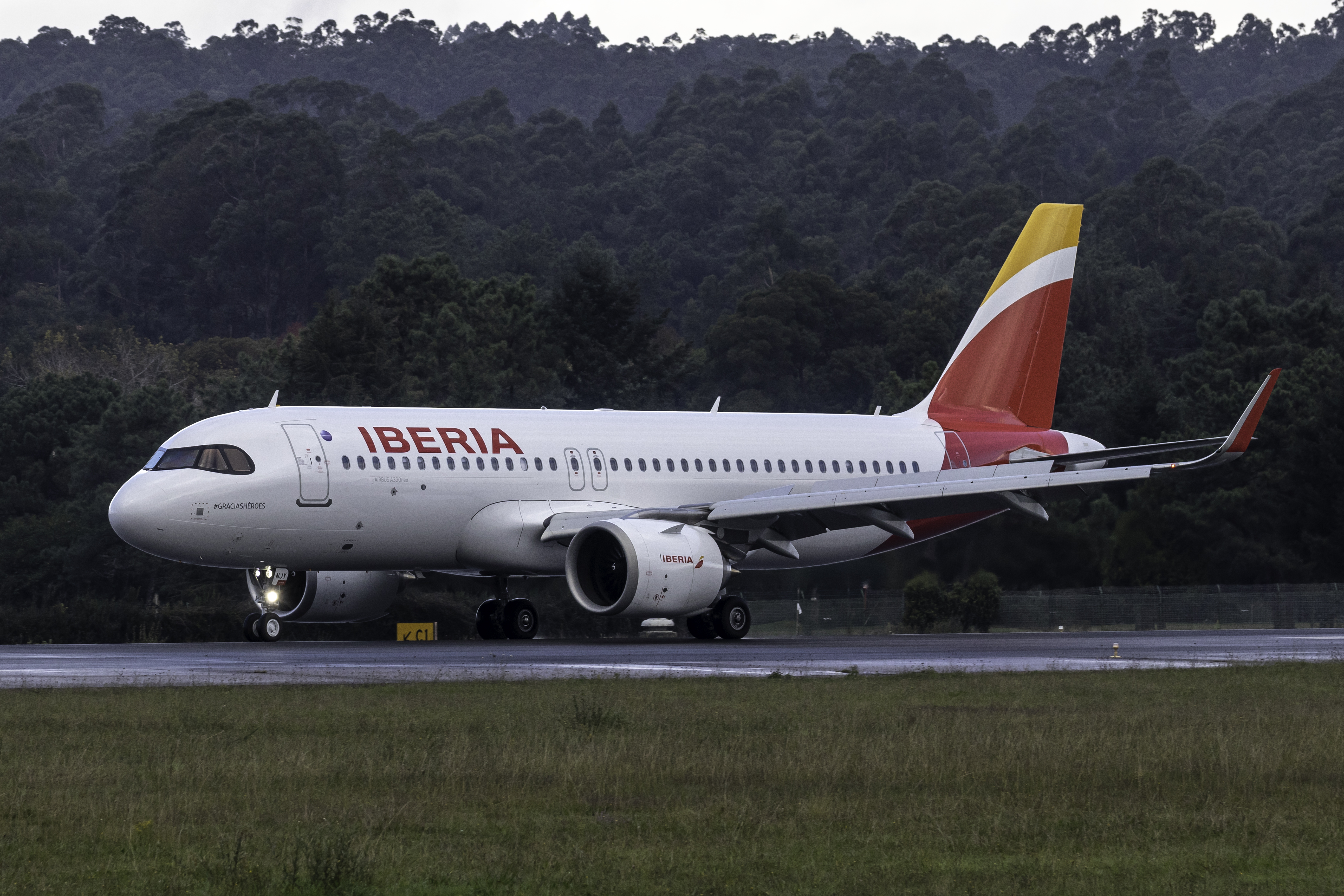
A320neo d'Iberia

Els anys vuitanta foren una època de relatiu declivi. Un parell d'accidents aeris, freqüents problemes laborals amb els pilots, i l'amenaça de la liberalització del trànsit aeri a nivell europeu van dur Iberia a adoptar decisions errònies. La principal d'elles fou l'expansió via adquisició d'empreses llatinoamericanes, com Aerolineas Argentinas, Ladeco o Viasa. Aquestes adquisicions foren errònies i van dur nombrosos problemes financers a principis dels noranta. La crisi al sector derivada de la Guerra del Golf va fer que l'aerolínia voregés la fallida l'any 1993.

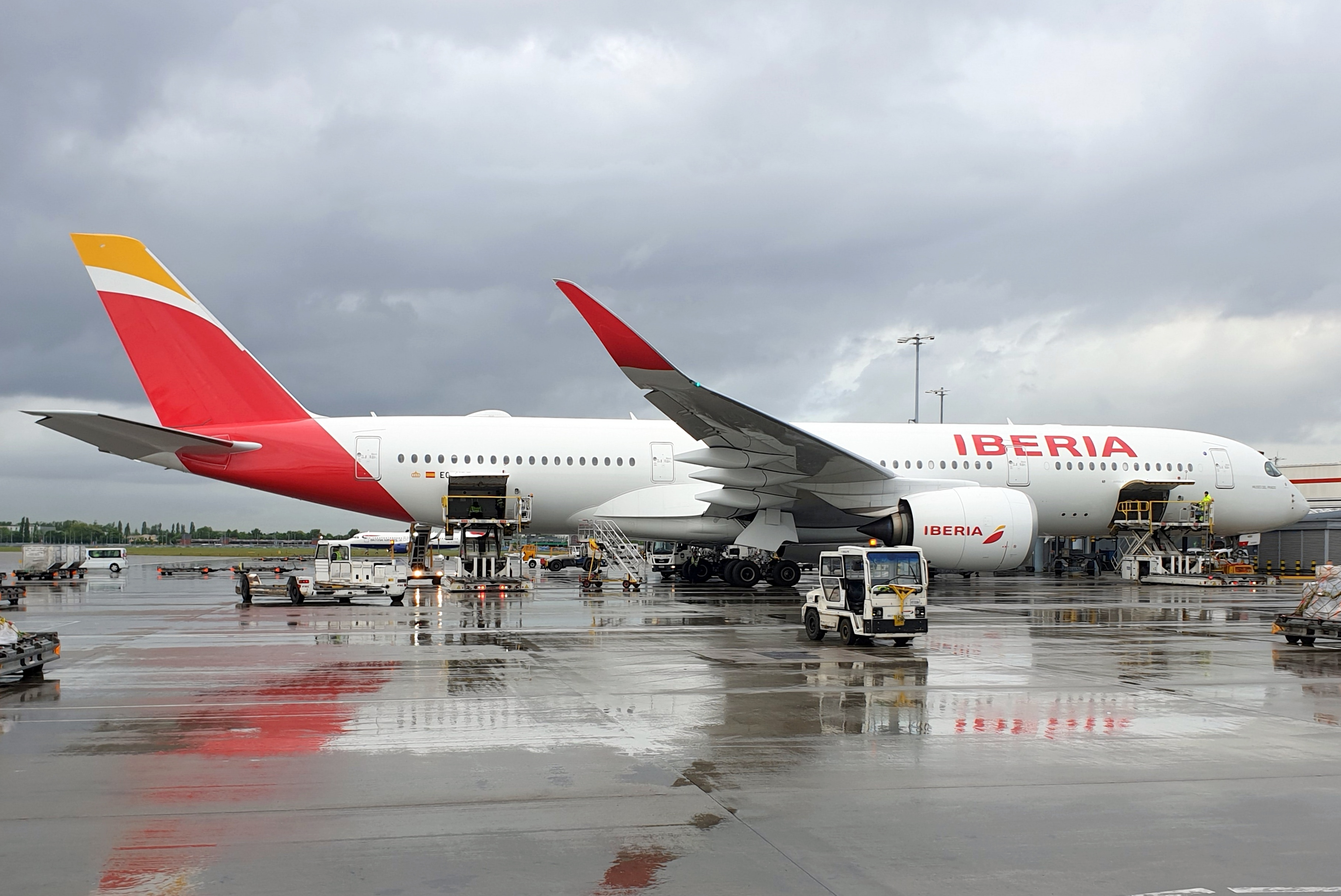
A350 d'Iberia

Després d'una forta injecció de diner públic, es va emprendre a partir de 1994 un dur programa de restructuració. Es va tancar Viasa, es van vendre les participacions a Aerolineas Argentinas i Ladeco i es va incorporar la xarxa d'Aviaco a Iberia. També es va tancar Viva Air, una filial que oferia vols xarter i que havia fet algun intent d'oferir vols regulars de baix cost.
La crisi es va donar per superada l'any 1997. Conscients que la mida de l'empresa els impedia competir globalment, es va iniciar una política d'aliances amb British Airways i amb American Airlines. Aquesta política es va traduir en la incorporació d'ambdues companyies a l'accionariat d'Iberia, l'ús compartit de codis i finalment, l'entrada d'Iberia a l'aliança Oneworld.
Paral·lelament el govern va iniciar un procés de privatització d'empreses públiques, entre les quals figurava Iberia. La privatització es dugué en dues fases. Una primera, l'any 1999, consistí en la cerca de socis tecnològics (British Airways i American Airlines), així com un grup de socis financers (El Corte Inglés o Caja Madrid, entre d'altres). Finalment, la resta d'accions es posarien a disposició del públic en general mitjançant una oferta pública de venda (OPV), que es va realitzar l'abril de 2001

## Iberia en l'actualitat
Durant els darrers anys Iberia ha mantingut una política consistent basada a potenciar les rutes transoceàniques amb Amèrica Llatina basats en un model de hub centralitzat a l'Aeroport de Madrid-Barajas, i utilitzar els vols europeus i nacionals com a feeders, proporcionant passatgers als vols transoceànics. En contrapartida, ha anat reduint la seva presència en vols interiors, que ha anat transferint a la franquícia Air Nostrum.
El creixent pes de les aerolínies de baix cost en el segment europeu va obligar a prendre mesures per pal·liar la manca de rendibilitat d'algunes línies. Així, l'any 2003 es va iniciar una reducció en el servei de càtering que va culminar el març de 2004 quan Iberia anuncia que suprimeix el càtering gratuït a la classe turista de tots els vols nacionals i europeus. A partir de llavors s'ofereix un servei de begudes i snacks de pagament anomenat "Tu Menú".
Iberia va ser focus de notícies per la decisió de transferir part de les rutes nacionals i europees a Clickair, una companyia de vols de baix cost de la qual Iberia mantenia un 20% de les accions. La raó que adduïa Iberia era la impossibilitat de competir en moltes rutes europees davant les agressives ofertes d'algunes de baix cost. No obstant això, la decisió d'eliminar rutes des de Barcelona es va rebre negativament per part d'empresaris i polítics catalans, que argumentaven que la manca de rutes aèries tradicionals podia ser un obstacle per al desenvolupament turístic i econòmic de Barcelona i la seva àrea.
El 28 de juliol de 2006 Iberia es va veure immersa en el pitjor incident que ha passat a l'Aeroport del Prat. A conseqüència d'una protesta laboral uns tres-cents treballadors dels serveis de handling d'Iberia van bloquejar la sortida i arribada d'avions durant tota la jornada. La protesta, injustificada i il·legal, va ser provocada per la incertesa derivada de la pèrdua de la concessió per part d'Iberia del handling de l'aeroport, tot i que la companyia ja sabia que la perdria, car a l'hora de presentar les ofertes pel concurs de concessions de Handling, la va fer de tal manera que no sortís escollida. Es calcula que prop de 100.000 persones es van veure afectades directament, patint cancel·lacions de vols o retards.
El 8 d'abril de 2010 s'anuncià la fusió d'Iberia amb British Airways i la creació d'una empresa holding, International Airlines Group. El nou grup és la tercera aerolínia del món en ingressos.

## Flota
La flota d'Iberia disposa dels següents aparells (a març del 2023). Tots els aparells són de la marca Airbus.